# Campeonato Mundial de Esgrima de 2004
El LXVI Campeonato Mundial de Esgrima se celebró en Nueva York (Estados Unidos) entre el 10 y el 11 de junio de 2004 bajo la organización de la Federación Internacional de Esgrima (FIE) y la Asociación Estadounidense de Esgrima.
Sólo se realizaron competiciones en las disciplinas que ese año no formaron parte del programa de los correspondientes Juegos Olímpicos.

## Medallistas

### Femenino
| Evento              | Oro                                                                                        | Plata                                                                   | Bronce                                                                                    |
| ------------------- | ------------------------------------------------------------------------------------------ | ----------------------------------------------------------------------- | ----------------------------------------------------------------------------------------- |
| Florete por equipos | Margherita Granbassi · Giovanna Trillini · Valentina Vezzali · Elisa Di Francisca · Italia | Roxana Scarlat · Laura Badea-Cârlescu · Cristina Stahl · Rumania        | Sylwia Gruchała · Magdalena Mroczkiewicz · Anna Rybicka · Małgorzata Wojtkowiak · Polonia |
| Sable por equipos   | Sofia Velikaya · Yekaterina Fedorkina · Yelena Nechayeva · Svetlana Kormilitsyna · Rusia   | Emma Baratta Emily Jacobson Sada Jacobson Mariel Zagunis Estados Unidos | Anne-Lise Touya Léonore Perrus Cécile Argiolas Francia                                    |

## Medallero
| Núm. | País           | Oro | Plata | Bronce | Total |
| ---- | -------------- | --- | ----- | ------ | ----- |
| 1    | Italia         | 1   | 0     | 0      | 1     |
| 1    | Rusia          | 1   | 0     | 0      | 1     |
| 3    | Estados Unidos | 0   | 1     | 0      | 1     |
| 3    | Rumania        | 0   | 1     | 0      | 1     |
| 5    | Francia        | 0   | 0     | 1      | 1     |
| 5    | Polonia        | 0   | 0     | 1      | 1     |
|      | TOTAL          | 2   | 2     | 2      | 6     |